# Église Saint-Michel de Weyersheim
L'église Saint-Michel est un monument historique situé à Weyersheim, dans le département français du Bas-Rhin.

## Localisation
Ce bâtiment est situé à Weyersheim.

## Historique
L'édifice fait l'objet d'une inscription au titre des monuments historiques depuis 1930.

## Architecture

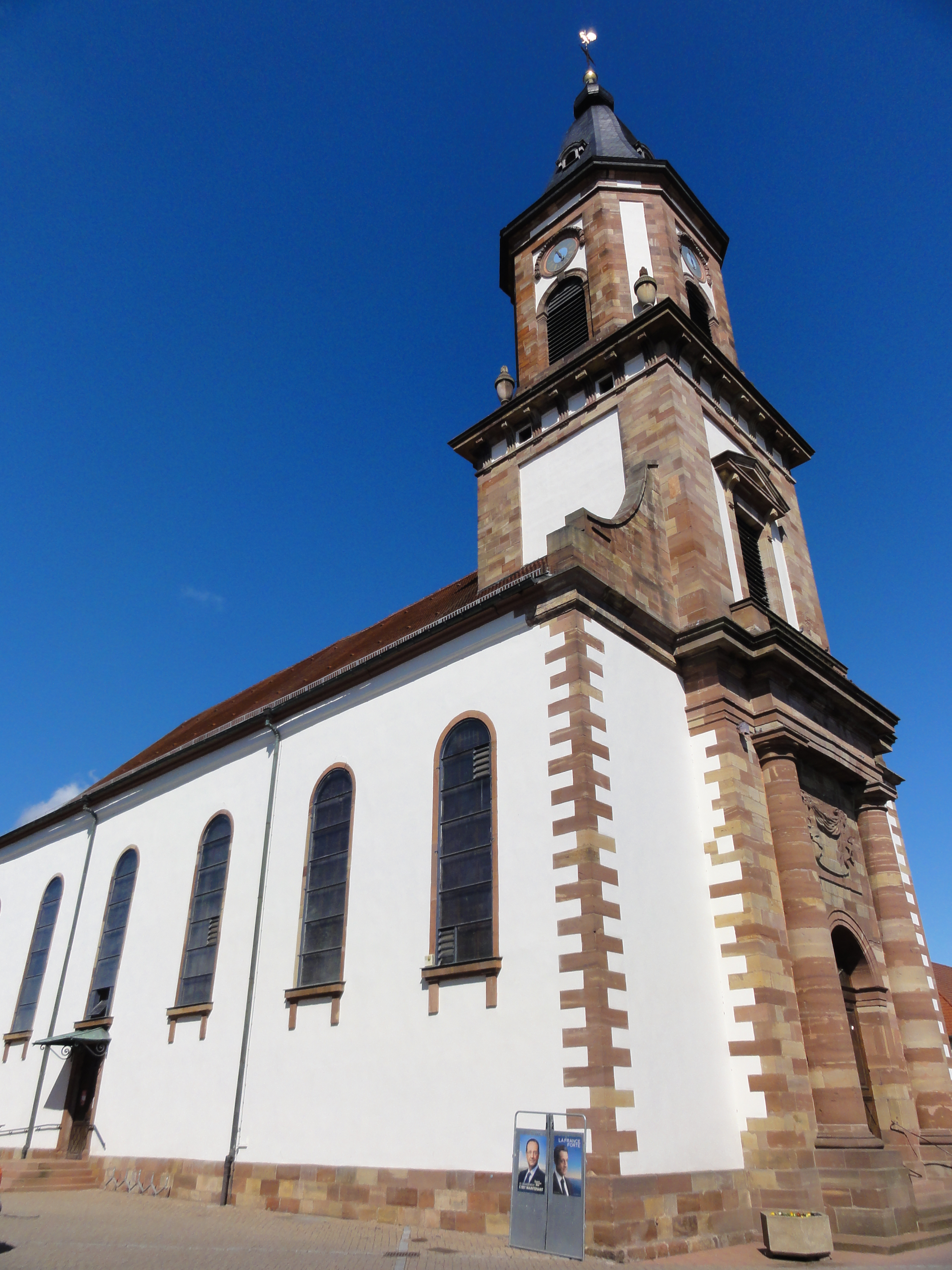
Église Saint-Michel (1784)
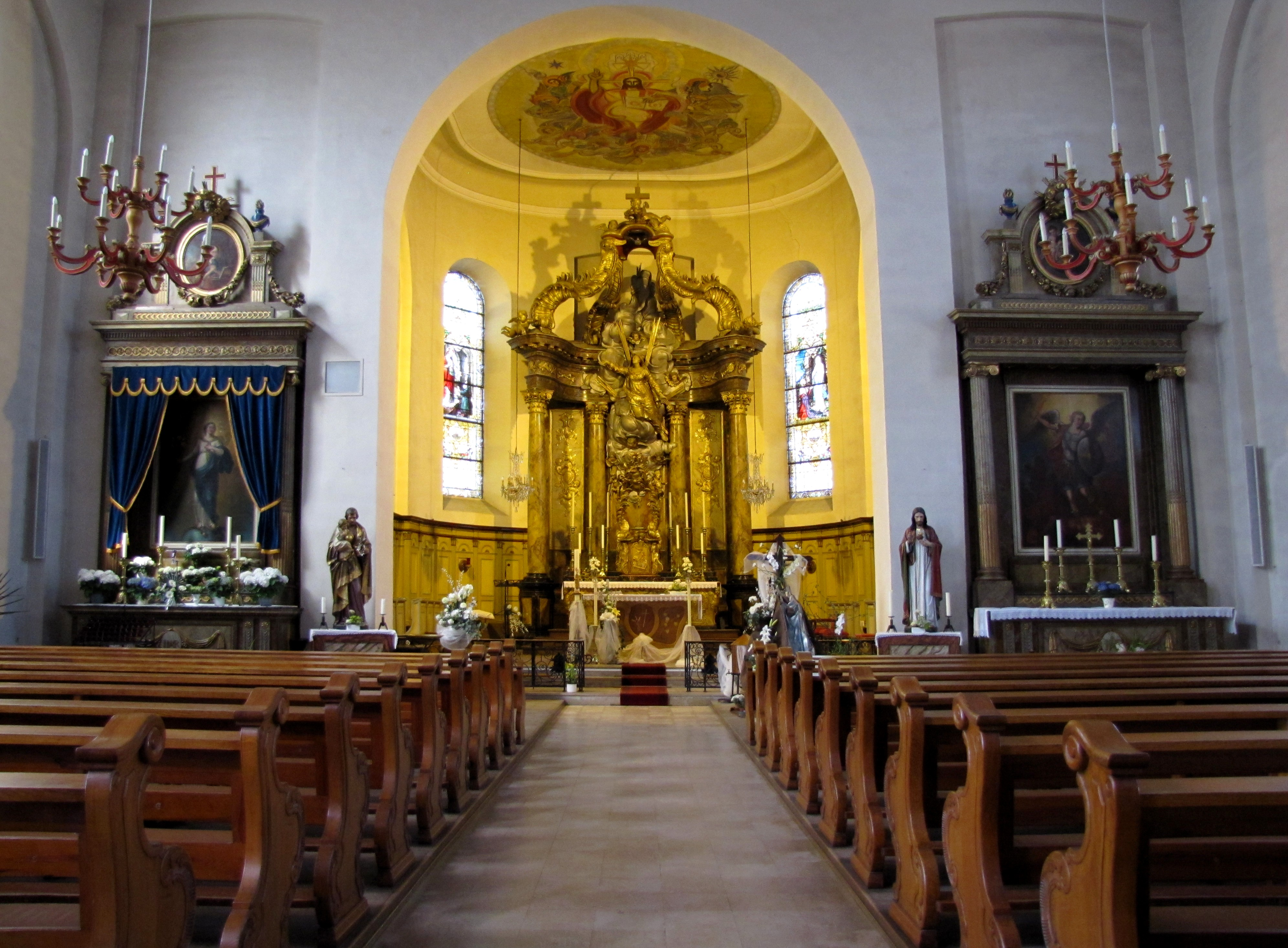
Vue intérieure de la nef vers le chœur avec les autels baroques
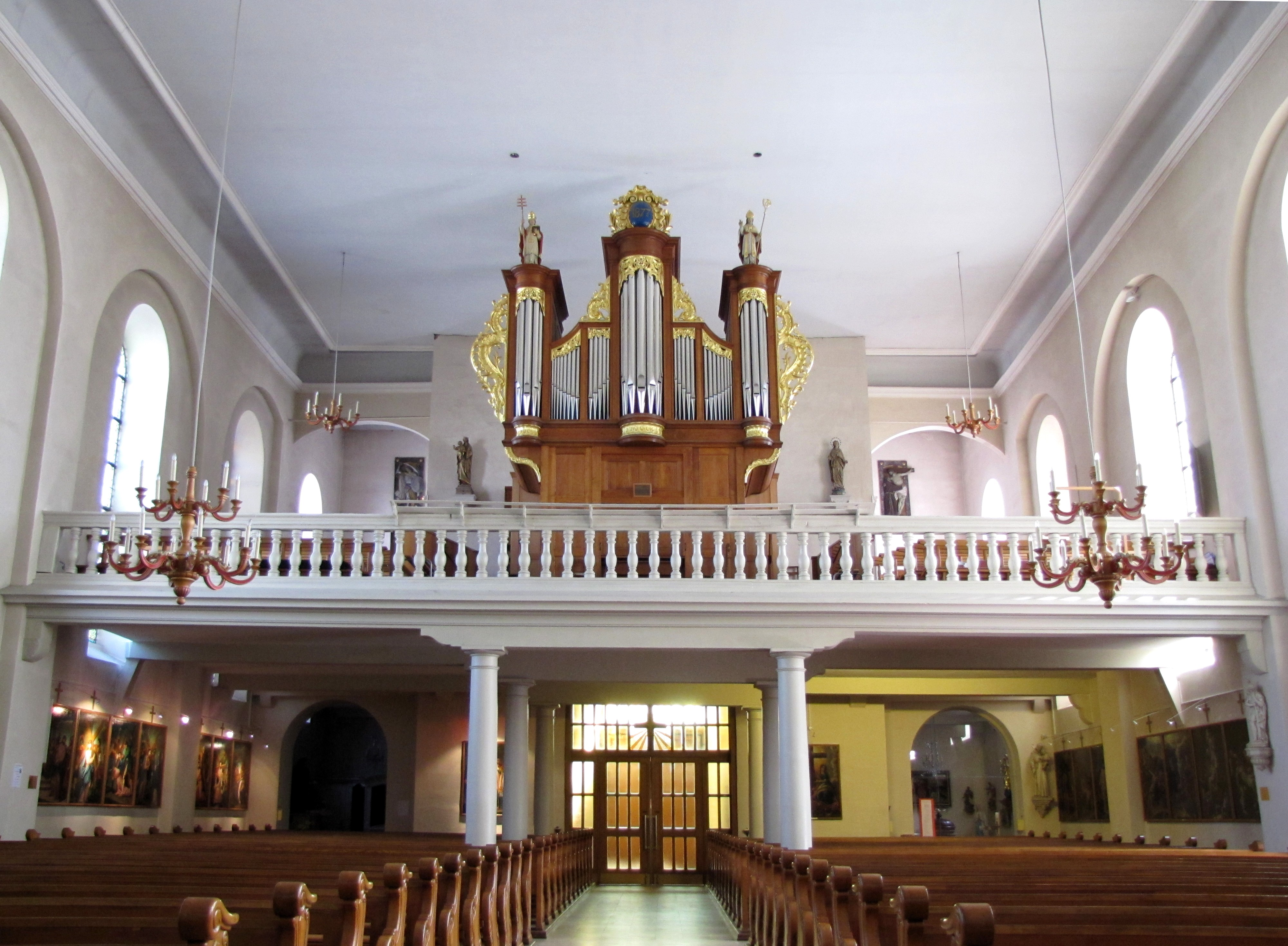
Vue intérieure de la nef vers la tribune de l'orgue Wetzel (1877)